# 段镇基
段镇基（1934年2月19日—2009年6月27日），四川成都人，无党派，中国皮革和制鞋行业的材料专家、科技先导，教授级高级工程师。1956年毕业于成都工学院（现四川大学）。1994年当选中国工程院院士。
他是第九届、第十届全国政协委员。

## 头衔
- 中国皮革协会名誉副会长
- 四川大学特聘教授
- 陕西科技大学特聘教授
- 制革清洁技术国家工程实验室学术委员会主任
- 中国皮革和制鞋工业研究院技术总监